# Camille Solis
S. Camille Solis (sinh ngày 16 tháng 11 năm 1971) là một cựu tay đua xe đạp đến từ Belize. Bà đại diện cho quốc gia của mình tại Thế vận hội Mùa hè 1992 và 1996 trong cuộc đua đường trường nữ.